# Caputxí de Trinitat
El caputxí de Trinitat (Cebus trinitatis) és una espècie de primat de la família dels cèbids. És endèmic de Trinitat i Tobago. El seu hàbitat natural són els boscos perennifolis estacionals dels turons. Està amenaçat per la destrucció i degradació del seu hàbitat i la caça. La seva taxonomia és força discutida: alguns científics el consideren una espècie a part, d'altres el veuen com un sinònim de C. brunneus i encara d'altres el situen com a subespècie de C. albifrons. El seu nom específic, trinitatis, significa ‘de Trinitat’ en llatí.